# Наттерер, Юлиус
Юлиус Карл Манфред Наттерер (5 декабря 1938 года, Нойкирхен-Хаггн — 25 октября 2021 года) — немецкий инженер, профессор деревянного строительства в Федеральной политехнической школе Лозанны.

## Биография

### Детство, становление и начало
Юлиус Наттерер учился в Мюнхенском техническом университете, который окончил в 1965 году. Затем он оставался там в течение девяти лет в качестве помощника. В этот период он основал собственное конструкторское бюро по дереву . В 1978 году он был назначен в Федеральную политехнический институт Лозанны . Он руководил там лабораторией деревянного строительства (IBOIS/EPFL), которая, по задумке президента университета Мориса Коссанде, должна была дать новый импульс деревянному строительству в Швейцарии .

### Карьера
Сегодня он считается одной из самых важных личностей в области деревянного строительства . Он является разработчиком многих новых строительных систем из массивной древесины и скрепленных гвоздями досок . Он также известен своими геодезическими крышами, которые он спроектировал из дерева, в частности, для Polydôme EPFL в 1991 году или для Hannover Expo в 2000 году .
Юлиус Наттерер, как практик и преподаватель, быстро понял, что проектирование деревянных конструкций следует преподавать смешанным образом студентам, изучающим инженерное дело и архитектуру . Чтобы реализовать это стремление, он инициировал курс последипломного образования по деревообработке и архитектуре в EPFL в 1988 году в сотрудничестве с профессором Роландом Швейцером . Пионер этого типа степени магистра в EPFL, он дополняет профессора Жана-Люка Сандоса, инженера по деревянным материалам и конструкциям, чтобы вывести это обучение на международный уровень.
В 1998 году он спонсировал продвижение Национальной школы технологий и деревообрабатывающей промышленности.
Этот эксперт продолжает разделять свою страсть к деревянному строительству даже после выхода на пенсию в 2005 году.
Юлиуса Наттерера регулярно цитируют последующие поколения, особенно во время официальных презентаций, посвященных устойчивому развитию.

## Награды
- 1976: Немецкая премия за металлические конструкции[7]
- 1981: Премия Миса ван дер Роэ[7]
- 1986: Медаль Академии архитектуры[7] .
- 1992: член Шведской королевской академии инженерных наук под председательством Лены Трешоу-Торелл[7] .
- 1995: Премия Эрнста Пельца и Премия за заслуги перед США[7]
- 1999: Библиография по истории Швейцарии[15]
- 2002: Всемирная премия за деревянные конструкции в Малайзии[7]
- 2005: награждён главной премией Фонда Швайггофера[7]
- 2005: Назначен чемпионом Земли сообществом вальденсов за его ценный вклад в охрану окружающей среды в кантоне фондом Афина и Ассоциацией развития северных вальденсов[16]
- 2012: Отличие месье Буа[17]
- 2018: На 8 -м форуме International Bois Construction он получает дань уважения вместе со многими инженерами, которых он обучал на протяжении всей своей карьеры, от всех своих коллег, инженеров и архитекторов в области деревянного строительства[18]

Исчерпывающий список его отличий можно найти в его резюме и на его веб-сайте.

## Работы

### Сочинения

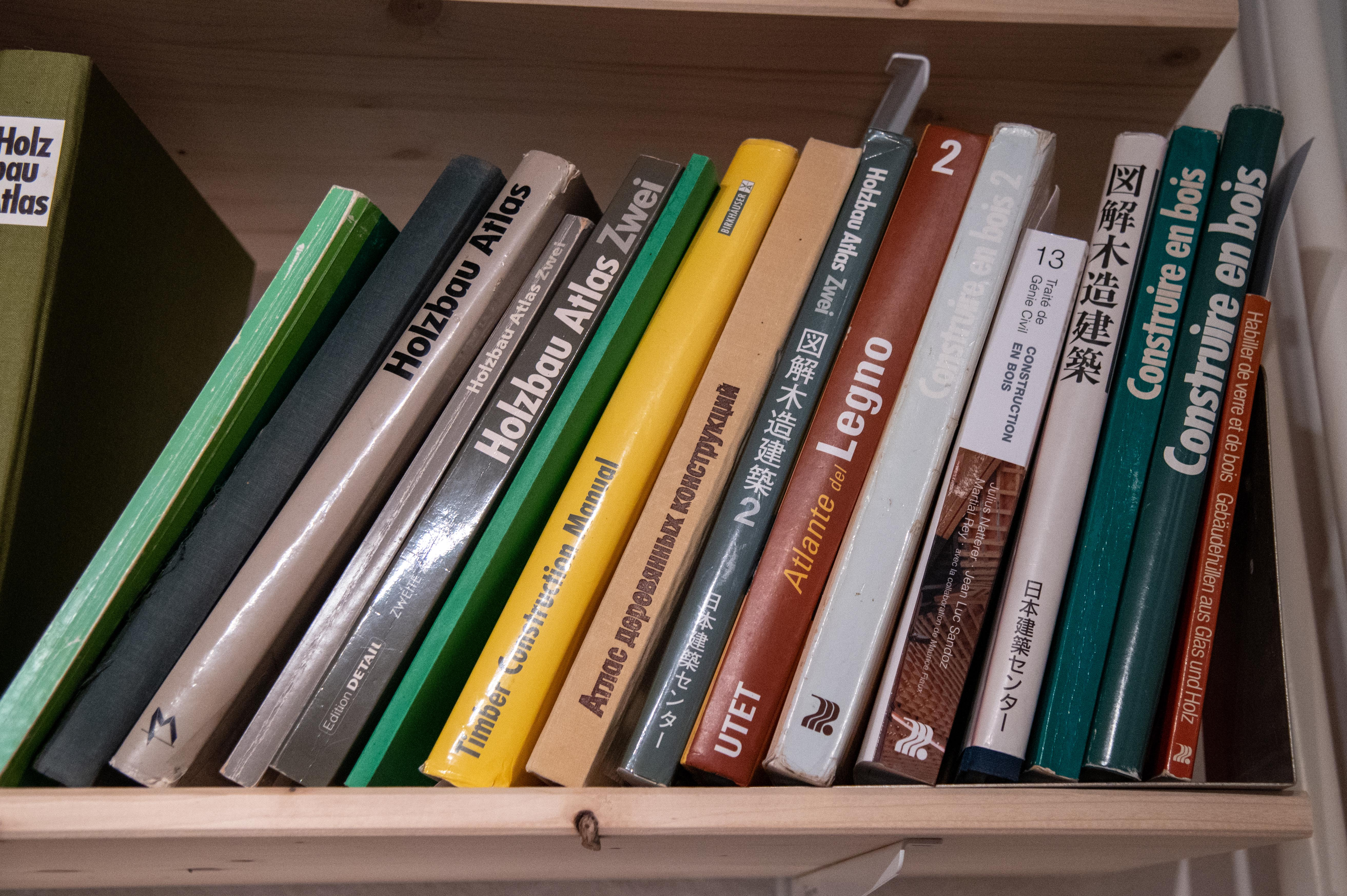
Строительство из дерева на нескольких языках

Он является соавтором нескольких справочных работ по мировому уровню деревянного строительства на нескольких языках, в частности, в Атласе строительства и Договоре гражданского строительства сборников EPFL, том 13.
- Атлас деревянного строительства ISBN 9782880746025
- Трактат о гражданском строительстве от EPFL, том 13, Деревянное строительство ISBN 9782880749491

### Здания
- Мост Валлорб в Баллеге , 1989 г.[23]
- EPFL Polydome , 1991[10][24]
- Эйне-Вельт-Кирхе, Шнефердинген, 1999[25]
- Крыша World Expo 2000, Ганновер, 2000[26][27]
- Башня Совабелин, Лозанна, 2003 г.[28]
- Вилер Турм, Виль (Санкт-Галлен), кантон Санкт-Галлен, 2006 г.[29]
- Лимож Зенит, 2007[30]
- Люксембургский павильон на Всемирной выставке в Шанхае, 2010 г.[31]
- Строительство крыши Église du Christ d'Heiligenstadt in Oberfranken[англ.], 2011[32]

Более полный список его работ можно найти в его личном блоге .

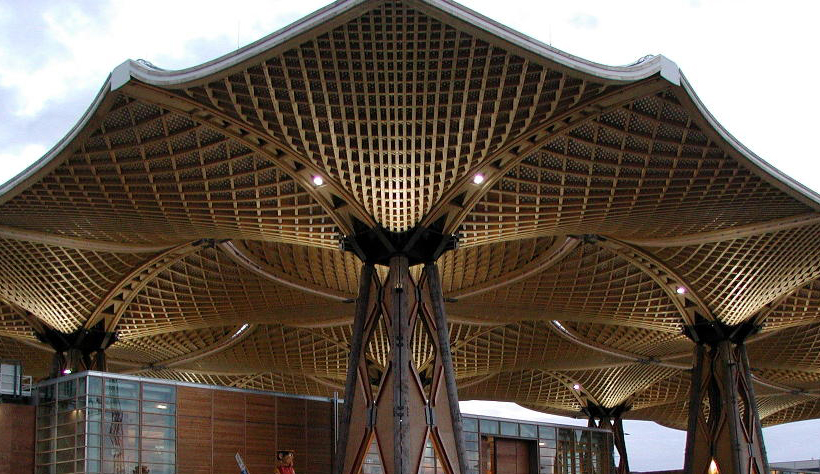
Крыша универсальной выставки Ганновер 2000
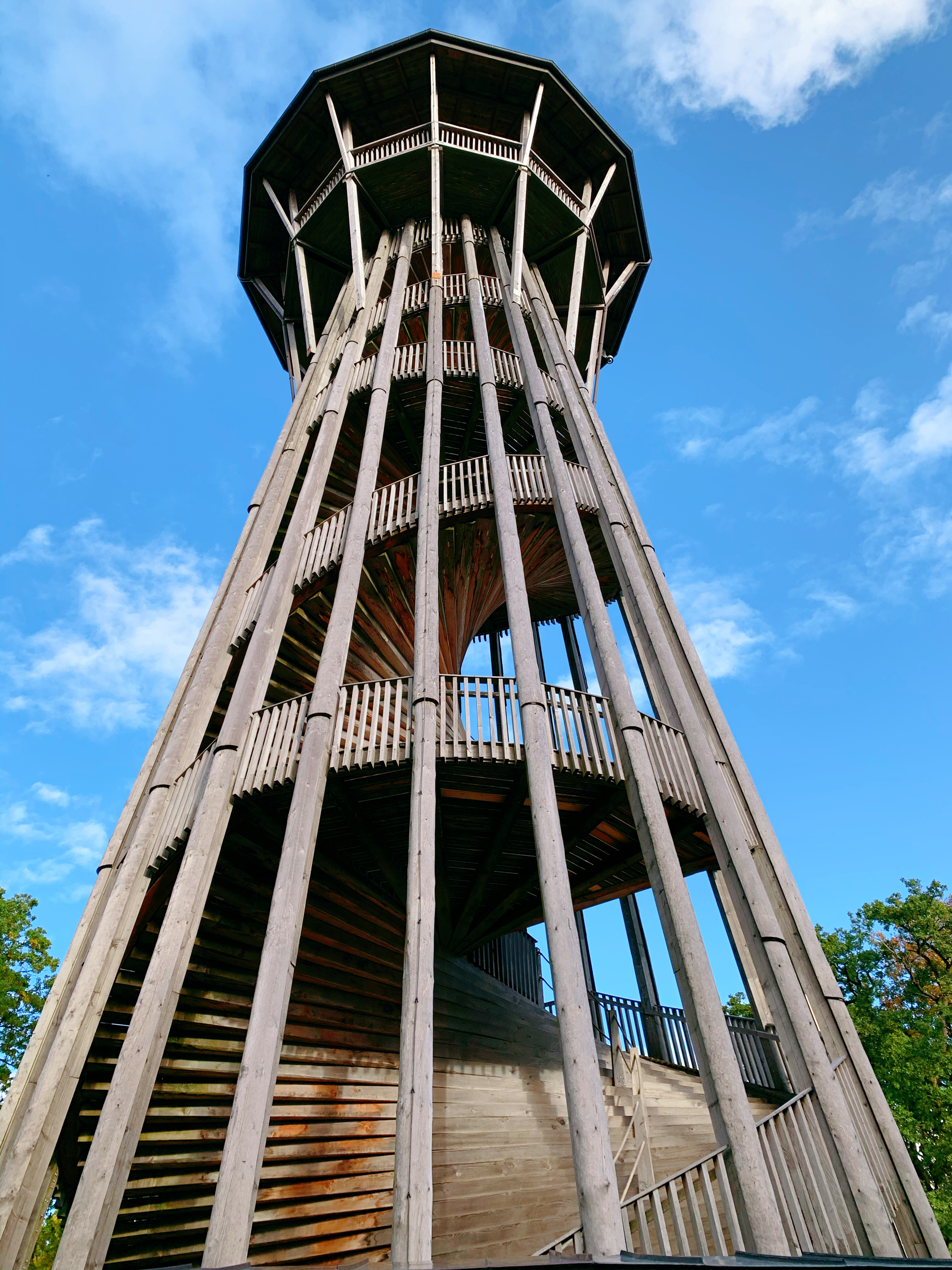
Проект башни Совабелин
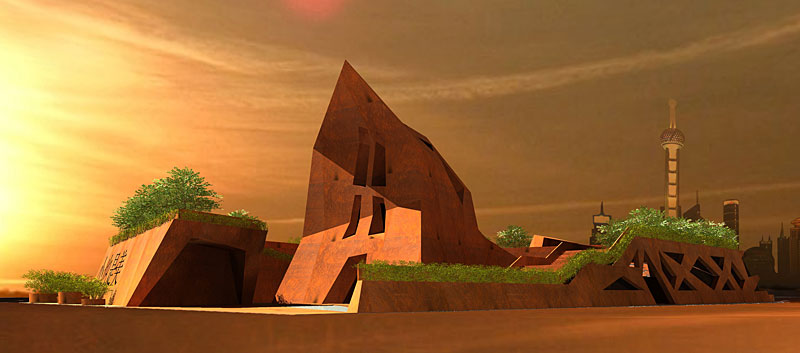
Шанхай Экспо Люксембург Павильон
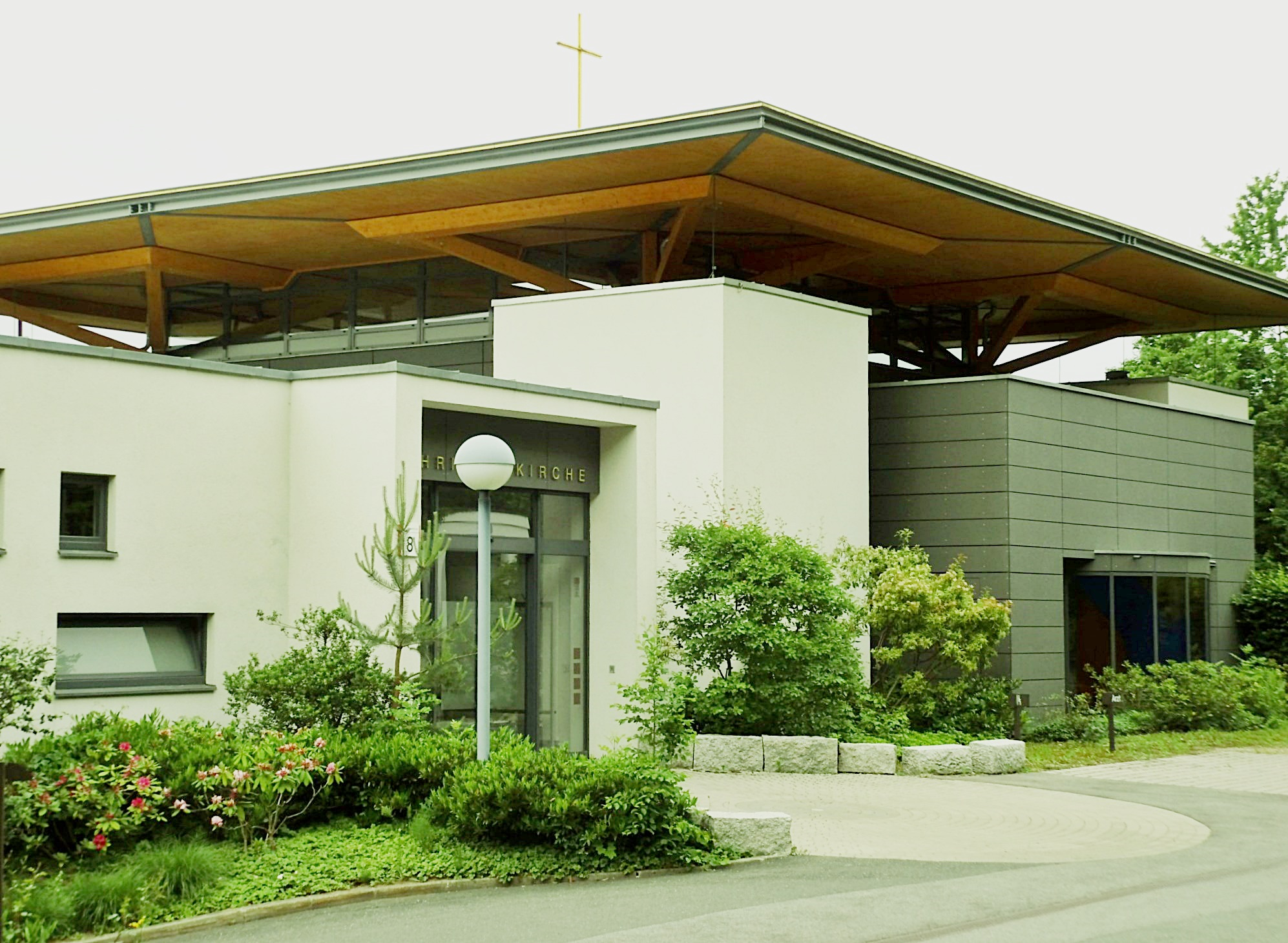
Крыша Хайлигенштадтской церкви
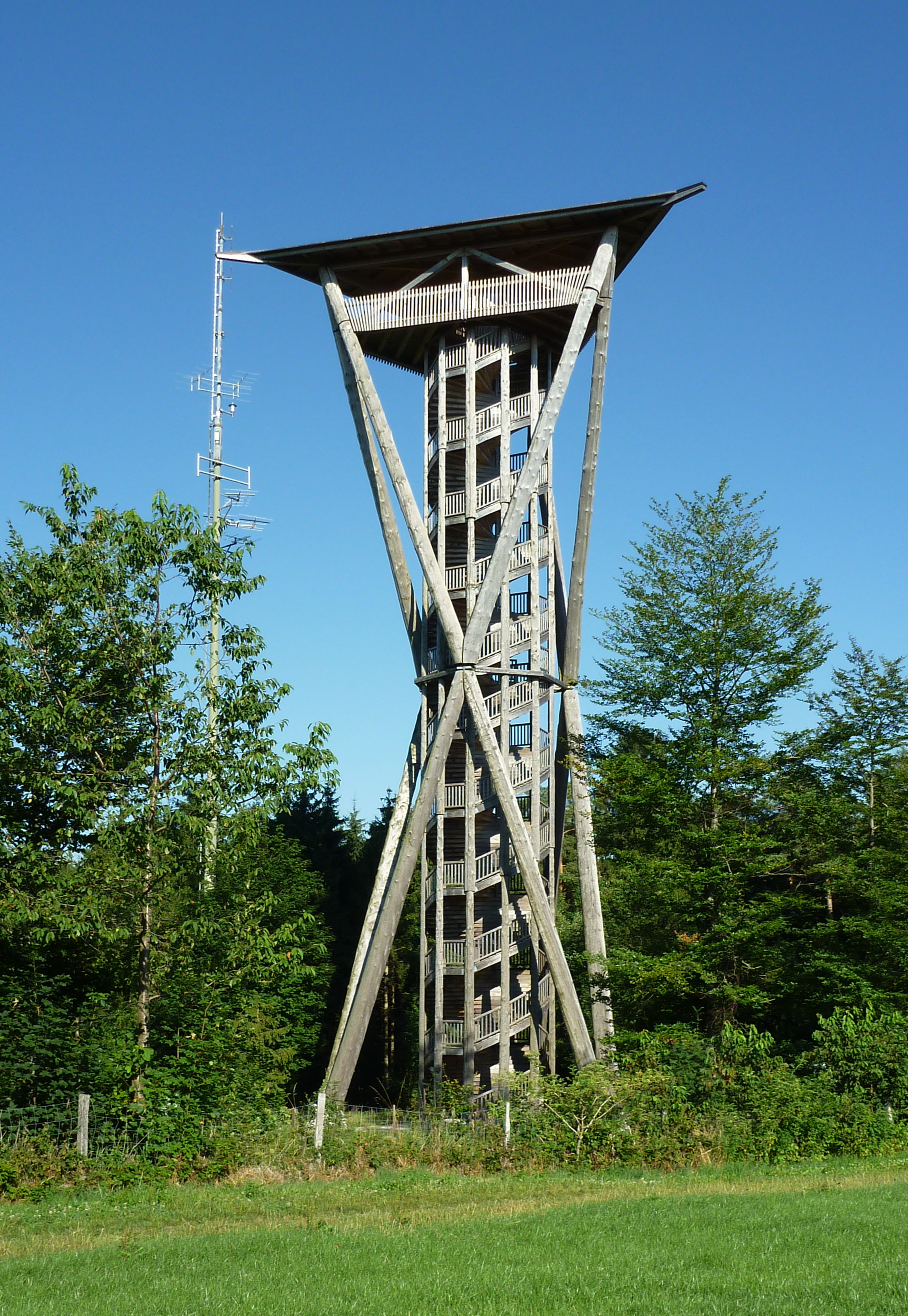
Дизайн Wiler Turm[нем.] в Санкт-Галлене
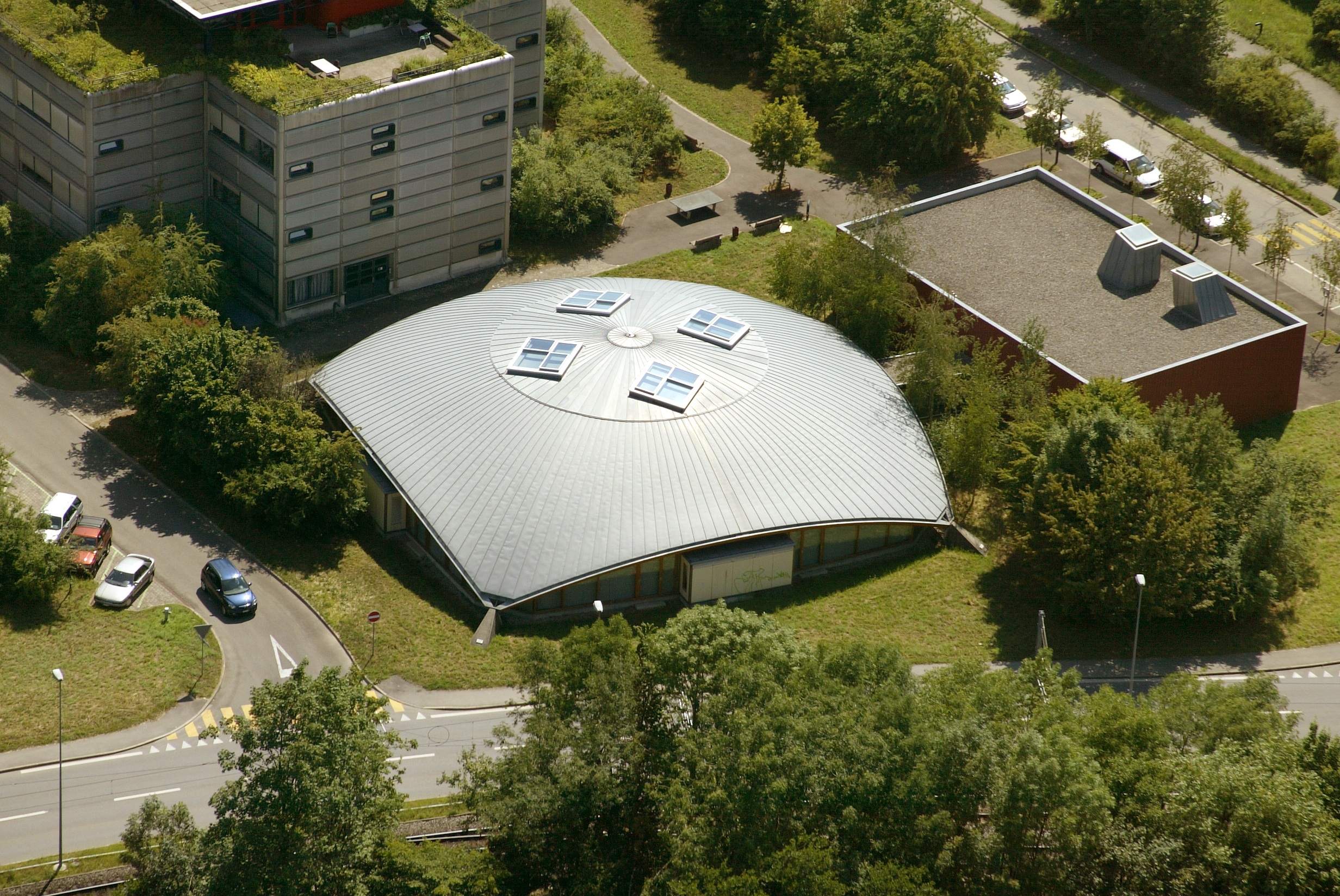
Вид с неба на Полидом EPFL

## После его смерти
Ретроспективная выставка его проектов, имеющих образовательное и кочевое призвание, представлена на форуме International Bois Construction 2022 в качестве мировой премьеры сначала в Эпинале, затем в Нанси .

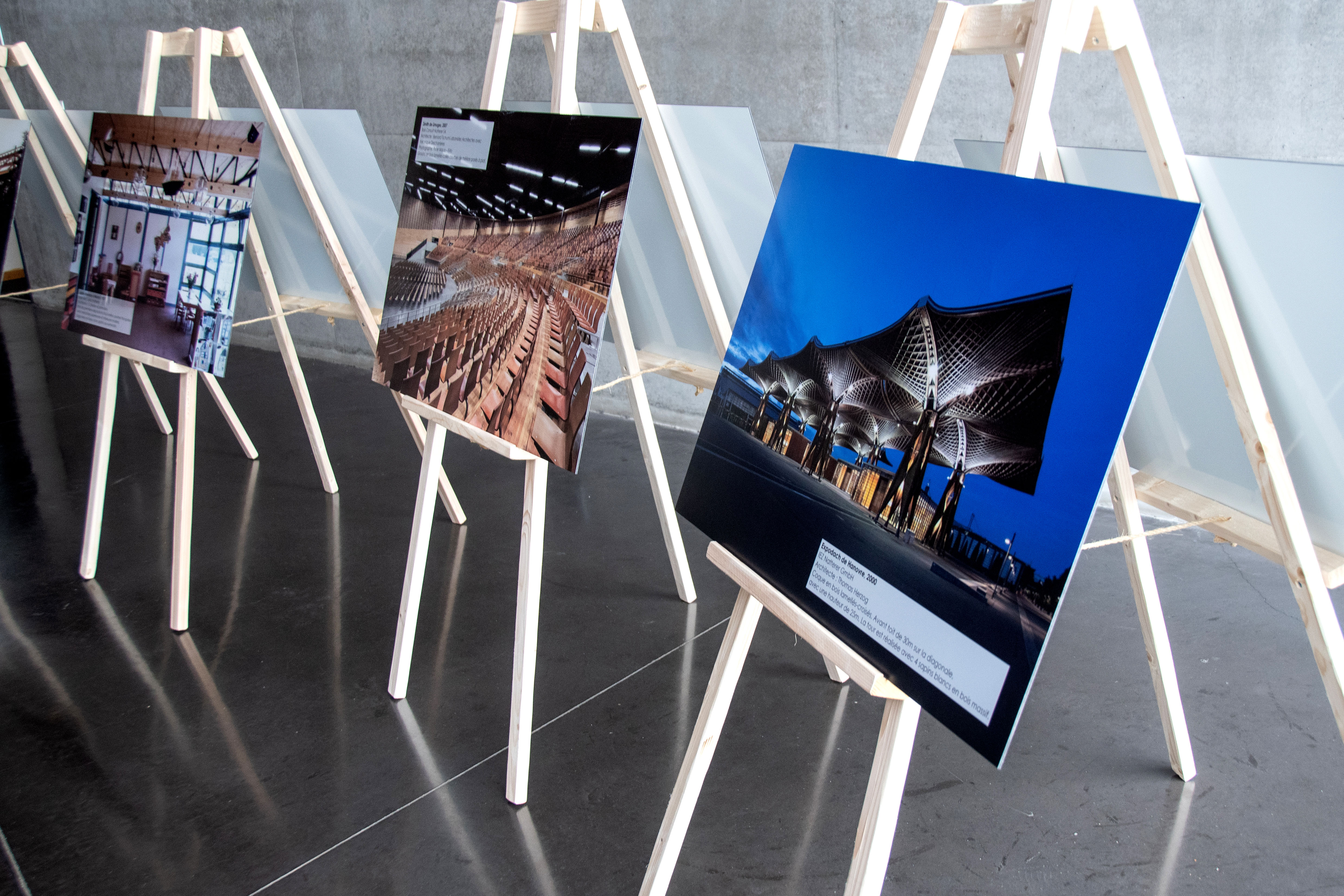
Выставка в Энстибе
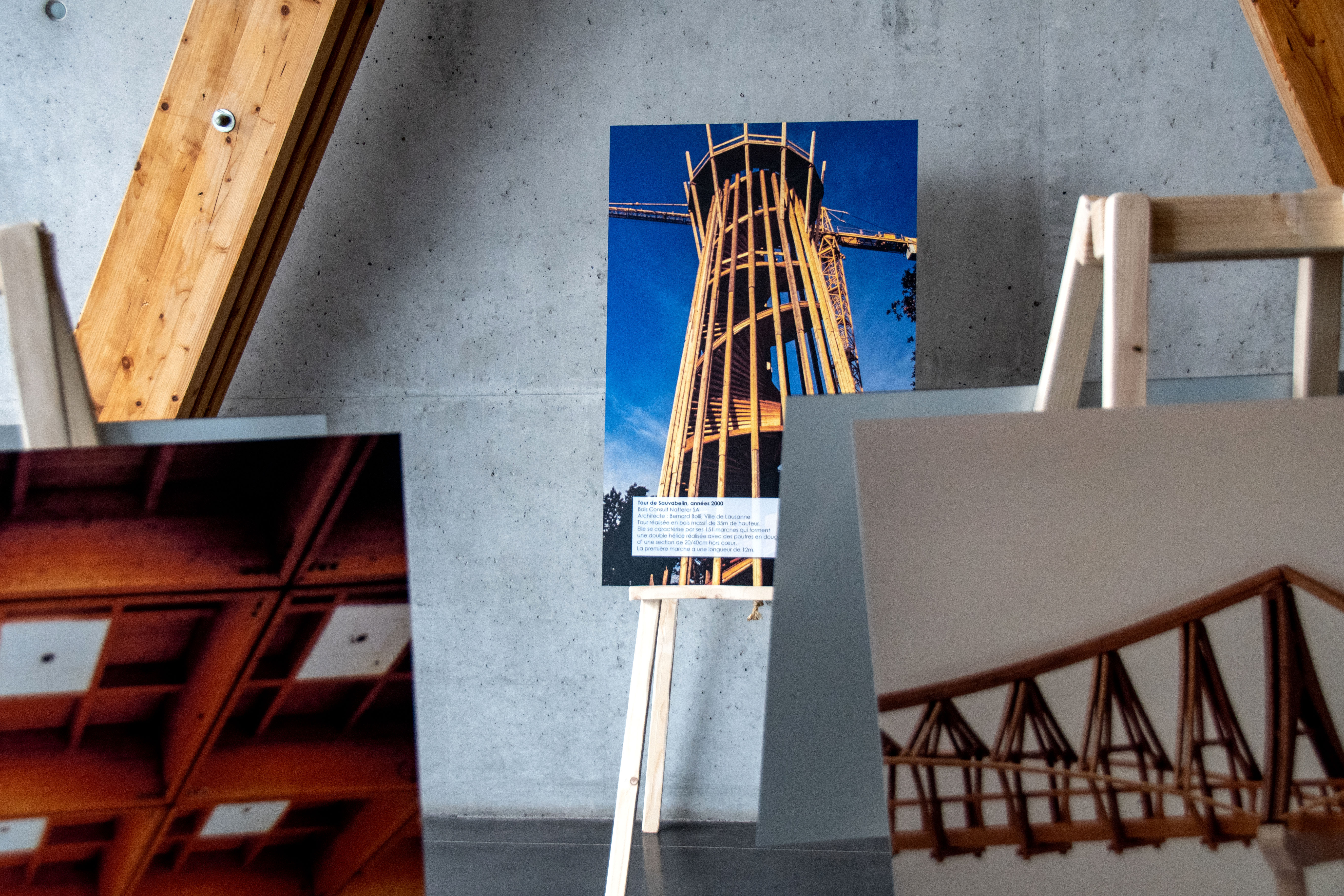
Выставка в Энстибе
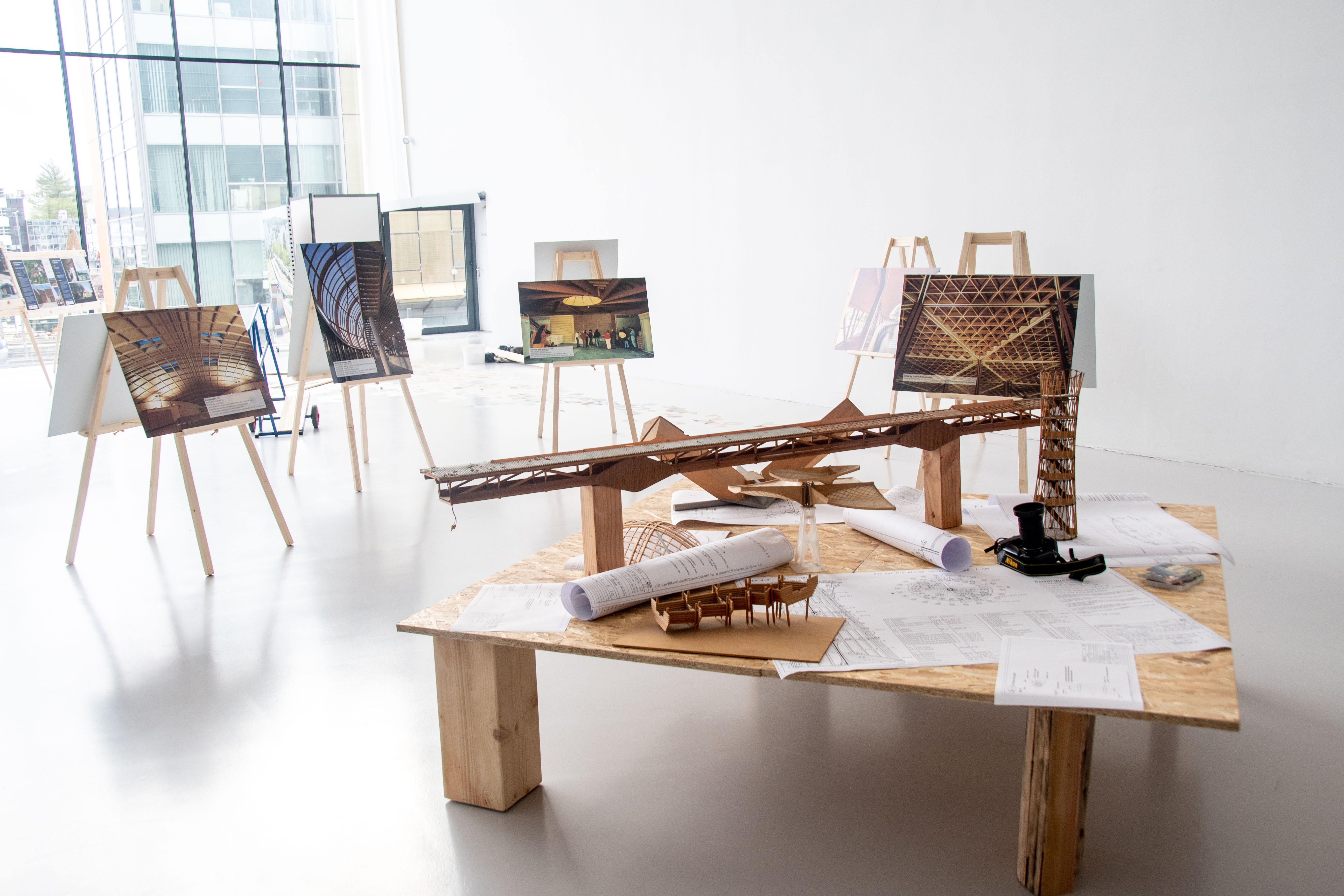
Выставка в Нанси.